# 하차니
하차니(본명: 하승찬, 1994년 12월 24일 ~ )는 대한민국의 전직 리그 오브 레전드 프로게이머이다. 프로게임단 지도자로 활동하고 있다. 선수 시절 아이디는 Hachani였으며 포지션은 서포터였다. 

## 선수 시절
2013년 6월, CTU에 입단하면서 프로 커리어를 시작했다. CTU 소속으로 NLB에서 활동했다.
2013년 10월, KT 롤스터 애로우즈에 입단했다.
2015시즌을 앞두고 KT 롤스터의 통합팀에 합류했다. 스프링 시즌에서는 부진을 겪게 되었으며 스프링 2라운드를 앞두고 휴식을 선언했다. 휴식 기간 동안 잠시 히어로즈 오브 더 스톰 선수로 활동하기도 했다.
2015년 5월, 레블즈 아나키의 코치로 합류했다.
2016시즌을 앞두고 KT 롤스터로 복귀했다. 2016시즌 좋은 모습을 보여주면서 활약을 보여주었다. 서머 시즌에서는 팀의 준우승에 기여했다.
2017시즌을 앞두고 팀 바이탈리티에 입단했다. 스프링 시즌 팀의 주전으로 출전했지만 좋지 못한 모습을 보여주었으며 시즌 중반 서브로 밀리기도 했다.
2017 서머 시즌을 앞두고 에버8 위너스에 입단했다. 입단 이후 정글로 포지션을 변경했다. 서머 시즌에서는 좋지 못한 모습을 보여주었다.
2017시즌 종료 이후 현역에서 은퇴했다.

## 지도자 생활
2018년 5월, 펀플러스 피닉스의 코치로 부임했다.
2019년에는 아마추어팀인 아키텍트의 코치로 부임했다. 2019년 5월, 팀이 예선에서 떨어지면서 팀에서 퇴단했다.
2020년 4월, 담원 게이밍의 아카데미 팀 코치로 부임했다.
2021시즌을 앞두고 팀의 2군팀 코치로 보직을 변경했다.
2022시즌을 앞두고 팀의 2군 감독으로 승격되었다. 2022시즌 종료 후 팀에서 퇴단했다.
2023년, 배틀그라운드 프로게임단 스톰엑스 아카데미의 감독으로 부임했다. 이후 팀이 해체되었다.
2024시즌을 앞두고 Dplus KIA의 2군 감독으로 복귀했다. 2024년 10월 15일, 2024년 한중일 e스포츠 대회 대한민국 리그 오브 레전드 국가대표팀 감독으로 부임했다.
2025시즌을 앞두고 팀의 1군 코치로 보직을 변경했다.

## 소속팀

### 선수
| # | 팀명               | 소속 기간             | 소속 리그 | 비고 |
| - | ------------------ | --------------------- | --------- | ---- |
| 1 | CTU                | 2013.06~2013.10.07    | LCK       |      |
| 2 | KT 롤스터 애로우즈 | 2013.10.07~2015.02.23 | LCK       |      |
| 3 | KT 롤스터          | 2015.12.22~2016.11.30 | LCK       |      |
| 4 | 팀 바이탈리티      | 2016.12.17~2017.05.10 | LEC       |      |
| 5 | 에버8 위너스       | 2017.05.20~2017.10.16 | LCK       |      |

### 지도자
| # | 팀명              | 직책          | 소속 기간             | 소속 리그 | 비고 |
| - | ----------------- | ------------- | --------------------- | --------- | ---- |
| 1 | 레블즈 아나키     | 코치          | 2015.05~2015.12.22    | LCK       |      |
| 2 | 펀플러스 피닉스   | 코치          | 2018.05.24~2018.12    | LPL       |      |
| 3 | 아키텍트          | 코치          | 2019.03.13~2019.05.05 | 아마추어  |      |
| 4 | 담원 게이밍       | 아카데미 코치 | 2020.04.26~2020.12.16 | LCK       |      |
| 5 | DWG KIA           | 2군 코치      | 2020.12.17~2021.12.23 | LCK       |      |
| 6 | DWG KIA           | 2군 감독      | 2021.12.23~2022.10.24 | LCK       |      |
| 7 | 스톰엑스 아카데미 | 감독          | 2023.07~2023.11       | PWS       |      |
| 8 | Dplus KIA         | 2군 감독      | 2023.12.01~2024.11.13 | LCK       |      |
| 9 | Dplus KIA         | 코치          | 2024.11.13~           | LCK       |      |

## 수상 내역

### 선수
- 리그 오브 레전드 챔피언스 서머 2014 우승
- 리그 오브 레전드 챔피언스 코리아 서머 2016 준우승

### 지도자
- 2021 LoL KeSPA컵 우승
- 2022 LCK 챌린저스 리그 스프링 우승
- 2024 LCK 챌린저스 리그 스프링 준우승
- 2024 LCK 챌린저스 리그 서머 준우승
- 아시아 스타 챌린저스 인비테이셔널 2024 3위
- 2024년 한중일 e스포츠 대회 리그 오브 레전드 부문 준우승